# Somniosus
Somniosus Lesueur, 1818 è un genere di squali squaliformi appartenenti alla famiglia Somniosidae.

## Tassonomia
In questo genere sono riconosciute 5 specie:
- Somniosus antarcticus Whitley, 1939
- Somniosus longus (Tanaka, 1912)
- Somniosus microcephalus (Bloch & Schneider, 1801)
- Somniosus pacificus Bigelow & Schroeder, 1944
- Somniosus rostratus (Risso, 1827)